# Diphoorn
Diphoorn est un hameau situé dans la commune néerlandaise de Coevorden, dans la province de Drenthe. Le 1er avril 2004, Diphoorn comptait 70 habitants.